# Giel-Courteilles
Pour les articles homonymes, voir Courteille.
Giel-Courteilles est une commune française, située dans le département de l'Orne en région Normandie, peuplée de 484 habitants.

## Géographie

### Communes limitrophes
| Champcerie      |                  | Habloville          |
|                 | Giel-Courteilles | Monts-sur-Orne      |
| Putanges-le-Lac |                  | Écouché-les-Vallées |

### Hydrographie
La commune est située dans le bassin Seine-Normandie. Elle est drainée par l'Orne, le cours d'eau 01 de l'Étre aux Jumelines, le fossé 01 du Chaussis, le ruisseau de la Fontaine Andre, le Val Renard et l'Orne,,.
L'Orne, d'une longueur de 170 km, prend sa source dans la commune d'Aunou-sur-Orne et se jette  dans l'embouchure de l'Orne à Merville-Franceville-Plage, après avoir traversé 60 communes. Les caractéristiques hydrologiques de l'Orne sont données par la station hydrologique située sur la commune d'Écouché-les-Vallées. Le débit moyen mensuel est de 7,33 m3/s. Le débit moyen journalier maximum est de 112 m3/s, atteint lors de la crue du 28 décembre 1999. Le débit instantané maximal est quant à lui de 119 m3/s, atteint le même jour.

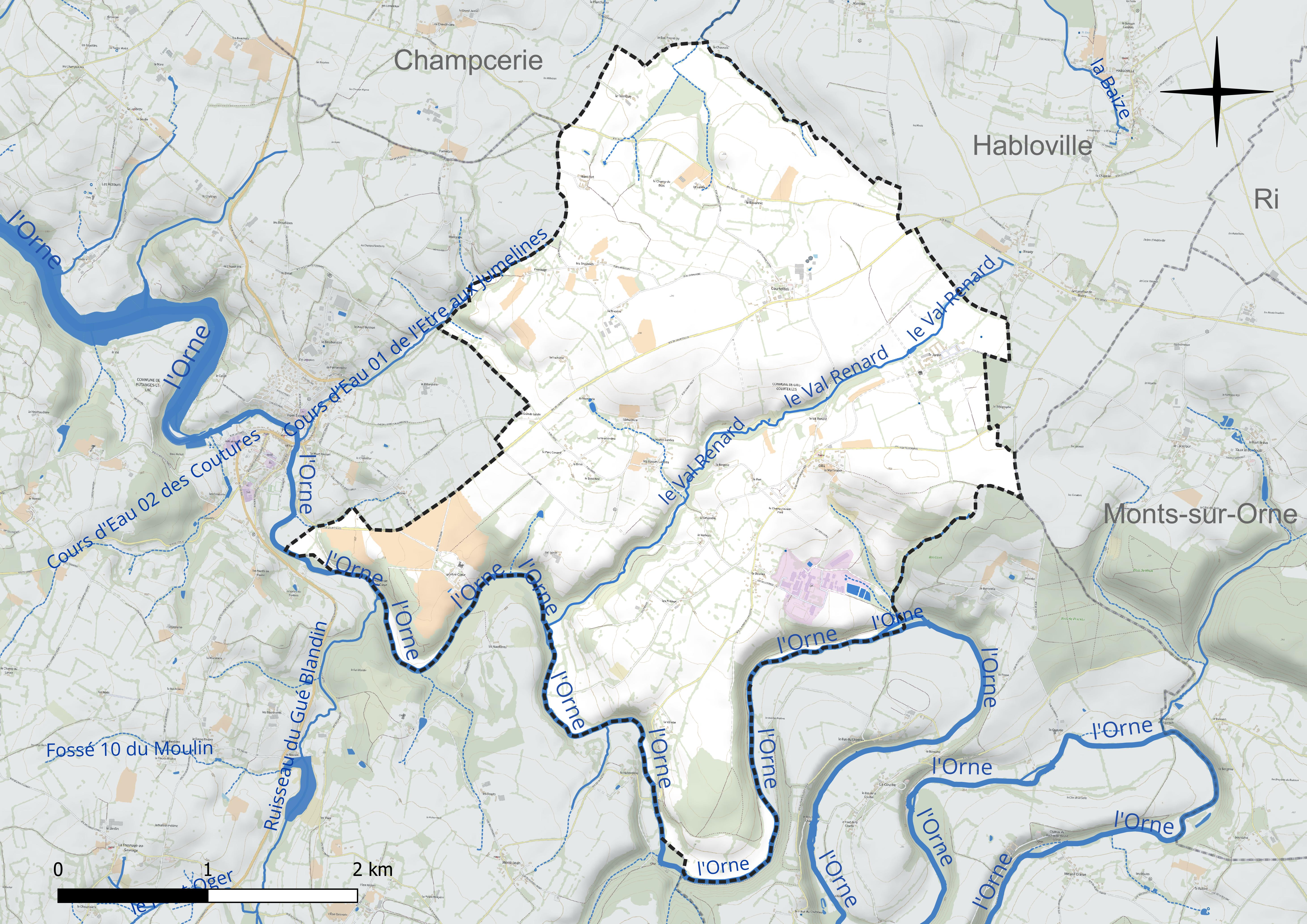
Réseau hydrographique de Giel-Courteilles.

### Climat
Pour des articles plus généraux, voir Climat de la Normandie et Climat de l'Orne.
En 2010, le climat de la commune est de type climat océanique altéré, selon une étude du CNRS s'appuyant sur une série de données couvrant la période 1971-2000. En 2020, Météo-France publie une typologie des climats de la France métropolitaine dans laquelle la commune est exposée à un climat océanique et est dans la région climatique Normandie (Cotentin, Orne), caractérisée par une pluviométrie relativement élevée (850 mm/a) et un été frais (15,5 °C) et venté. Parallèlement le GIEC normand, un groupe régional d’experts sur le climat, différencie quant à lui, dans une étude de 2020, trois grands types de climats pour la région Normandie, nuancés à une échelle plus fine par les facteurs géographiques locaux. La commune est, selon ce zonage, exposée à un « climat des plateaux abrités », se caractérisant par une pluviométrie et des contraintes thermiques modérées mais aussi, par effet de continentalité, des températures plus contrastées qu'au nord dans la plaine de Caen, avec communément 10 à 15 jours par an de plus de froid en hiver et de chaleur en été.
Pour la période 1971-2000, la température annuelle moyenne est de 10,1 °C, avec une amplitude thermique annuelle de 13,6 °C. Le cumul annuel moyen de précipitations est de 852 mm, avec 12,6 jours de précipitations en janvier et 7,8 jours en juillet. Pour la période 1991-2020, la température moyenne annuelle observée sur la station météorologique la plus proche, située sur la commune d'Argentan à 13 km à vol d'oiseau, est de 11,1 °C et le cumul annuel moyen de précipitations est de 691,9 mm,. Pour l'avenir, les paramètres climatiques de la commune estimés pour 2050 selon différents scénarios d’émission de gaz à effet de serre sont consultables sur un site dédié publié par Météo-France en novembre 2022.

## Urbanisme

### Typologie
Au 1er janvier 2024, Giel-Courteilles est catégorisée commune rurale à habitat dispersé, selon la nouvelle grille communale de densité à sept niveaux définie par l'Insee en 2022. Elle est située hors unité urbaine et hors attraction des villes,.

### Occupation des sols
L'occupation des sols de la commune, telle qu'elle ressort de la base de données européenne d’occupation biophysique des sols Corine Land Cover (CLC), est marquée par l'importance des territoires agricoles (89,5 % en 2018), une proportion identique à celle de 1990 (89,5 %). La répartition détaillée en 2018 est la suivante : prairies (53,1 %), terres arables (30,3 %), forêts (10,5 %), zones agricoles hétérogènes (6,1 %). L'évolution de l’occupation des sols de la commune et de ses infrastructures peut être observée sur les différentes représentations cartographiques du territoire : la carte de Cassini (XVIIIe siècle), la carte d'état-major (1820-1866) et les cartes ou photos aériennes de l'IGN pour la période actuelle (1950 à aujourd'hui).

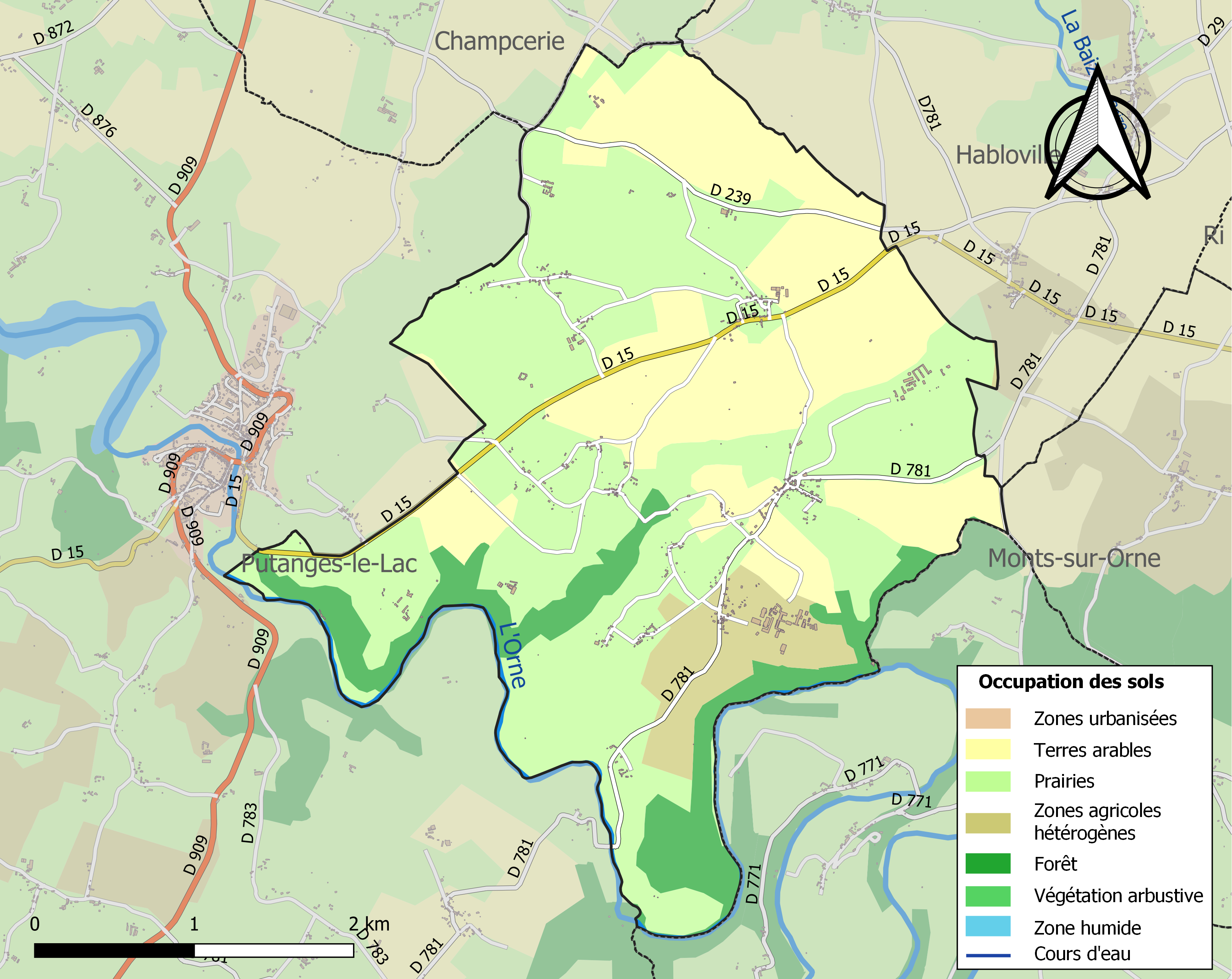
Carte des infrastructures et de l'occupation des sols de la commune en 2018 (CLC).

## Toponymie
Commune constituée par la fusion en 1965, de Giel et de Courteilles.
Giel est attesté sous les formes Giel en 1793, Giel-Courteilles en 1965.
Courteilles est attesté sous les formes Curcelliæ (charte de Geoffroy de Bérou) ou Curcelliee en 1093; Curcellæ ou Curtellæ en 1107 (cartulaire de Saint-Père de Chartres) ; Cortelium en 1124 (charte de Sainte-Gunburge) ; Corteliæ en 1255 (cartulaire du Désert), Corteilles en 1282 (cartulaire du chap. d’Évreux) ; Courteilles-sur-Avre en 1828 (Louis Du Bois).
Courteilles est issu de Curticellœ : « petites cours, réunion de petites enceintes closes ».
L'étymologie de ce toponyme provient de l'agglutination du bas latin cortem et du suffixe ilia qui signifie : le « domaine »[réf. nécessaire].

## Histoire
En 1929, l'affaire Marcel Grigy se déroule à Giel, jugée aux Assises de l'Orne le 5 août 1929. L'incendie provoqué par un jeune pensionnaire du pensionnat religieux agricole avait dévasté la quasi-totalité des bâtiments.

## Politique et administration

### Liste des maires
| Période                                  | Période   | Identité     | Étiquette | Qualité     |
| ---------------------------------------- | --------- | ------------ | --------- | ----------- |
| Les données manquantes sont à compléter. |           |              |           |             |
| ?                                        | mars 2001 | Charles Grée | -         | -           |
| mars 2001                                | En cours  | Michel Petit | SE        | Agriculteur |

## Population et société

### Démographie
L'évolution du nombre d'habitants est connue à travers les recensements de la population effectués dans la commune depuis 1793. Pour les communes de moins de 10 000 habitants, une enquête de recensement portant sur toute la population est réalisée tous les cinq ans, les populations de référence des années intermédiaires étant quant à elles estimées par interpolation ou extrapolation. Pour la commune, le premier recensement exhaustif entrant dans le cadre du nouveau dispositif a été réalisé en 2005.
En 2022, la commune comptait 484 habitants, en évolution de +12,04 % par rapport à 2016 (Orne : −3,21 %, France hors Mayotte : +2,11 %).
| 1793 | 1800 | 1806 | 1821 | 1836 | 1841 | 1846 | 1851 | 1856 |
| ---- | ---- | ---- | ---- | ---- | ---- | ---- | ---- | ---- |
| 275  | 280  | 350  | 327  | 348  | 350  | 308  | 329  | 300  |

| 1861 | 1866 | 1872 | 1876 | 1881 | 1886 | 1891 | 1896 | 1901 |
| ---- | ---- | ---- | ---- | ---- | ---- | ---- | ---- | ---- |
| 267  | 265  | 269  | 297  | 318  | 336  | 350  | 297  | 275  |

| 1906 | 1911 | 1921 | 1926 | 1931 | 1936 | 1946 | 1954 | 1962 |
| ---- | ---- | ---- | ---- | ---- | ---- | ---- | ---- | ---- |
| 294  | 289  | 284  | 318  | 338  | 327  | 457  | 558  | 264  |

| 1968 | 1975 | 1982 | 1990 | 1999 | 2005 | 2006 | 2010 | 2015 |
| ---- | ---- | ---- | ---- | ---- | ---- | ---- | ---- | ---- |
| 408  | 323  | 299  | 321  | 348  | 498  | 505  | 464  | 435  |

| 2020 | 2022 | - | - | - | - | - | - | - |
| ---- | ---- | - | - | - | - | - | - | - |
| 468  | 484  | - | - | - | - | - | - | - |

C'est la commune de Basse-Normandie avec le plus fort taux de population comptée à part en 2006 selon l'Insee, avec 39,3 % (327 personnes pour une population totale de 832 habitants). Ce taux s'explique par la présence d'un établissement d'enseignement, Giel-Don Bosco et de son internat. L’ancien nom École secondaire agricole et technique (ESAT) a été abandonné pour éviter la confusion avec les établissements et services d’aide au travail.

## Culture locale et patrimoine

### Lieux et monuments
- Église Saint-Pierre de Giel du XVIe siècle.
- Église Saint-Pierre de Courteilles[29] du XVIIe siècle.
- Chapelle du lycée agricole et professionnel Giel-Don Bosco.
- Château de Crèvecœur des XVe – XVIe siècles restauré au début du XXe siècle. Il se présente sous la forme d'une enceinte quadrangulaire flanquée de tours rondes aux angles[30],[31].

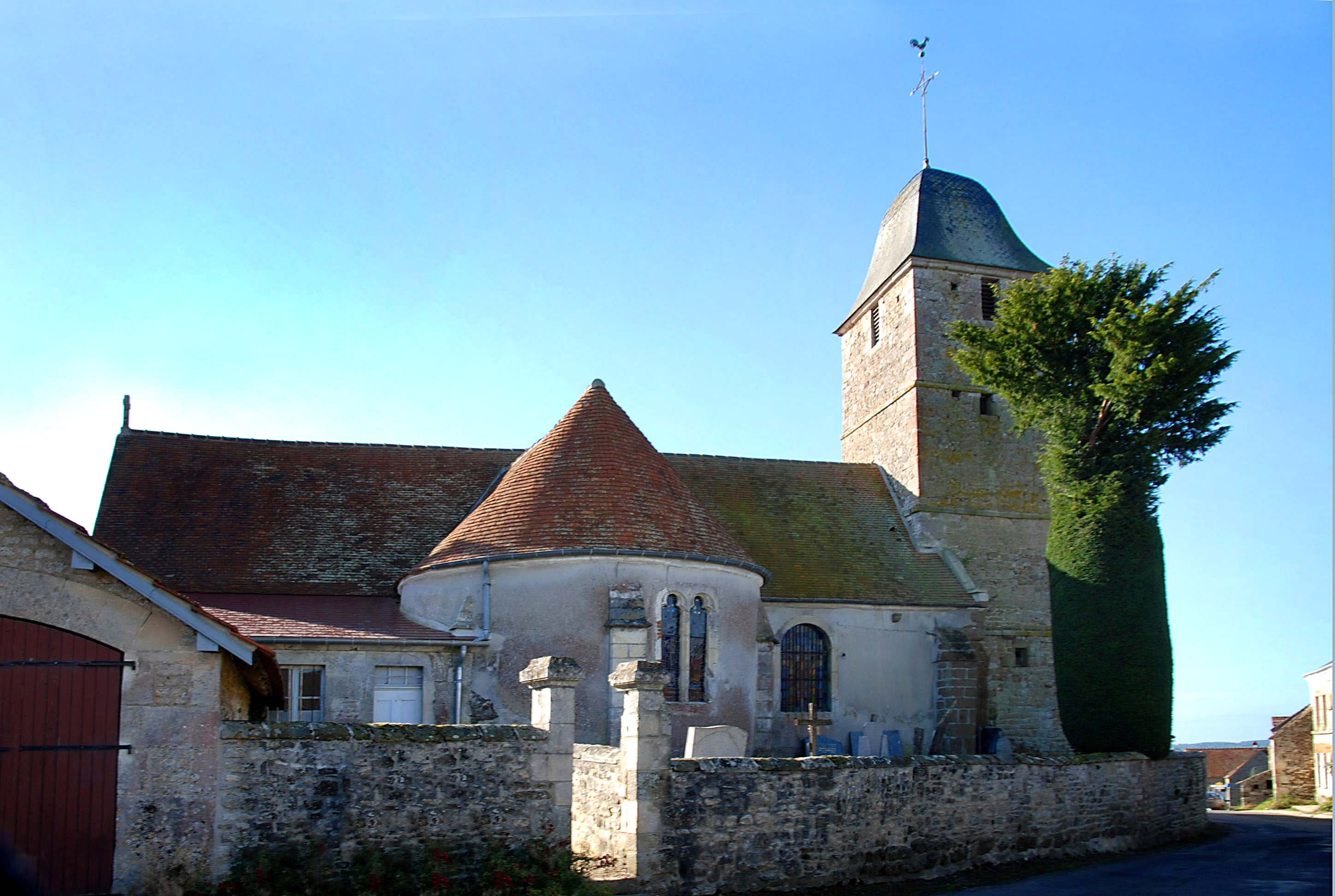
L'église Saint-Pierre de Giel.
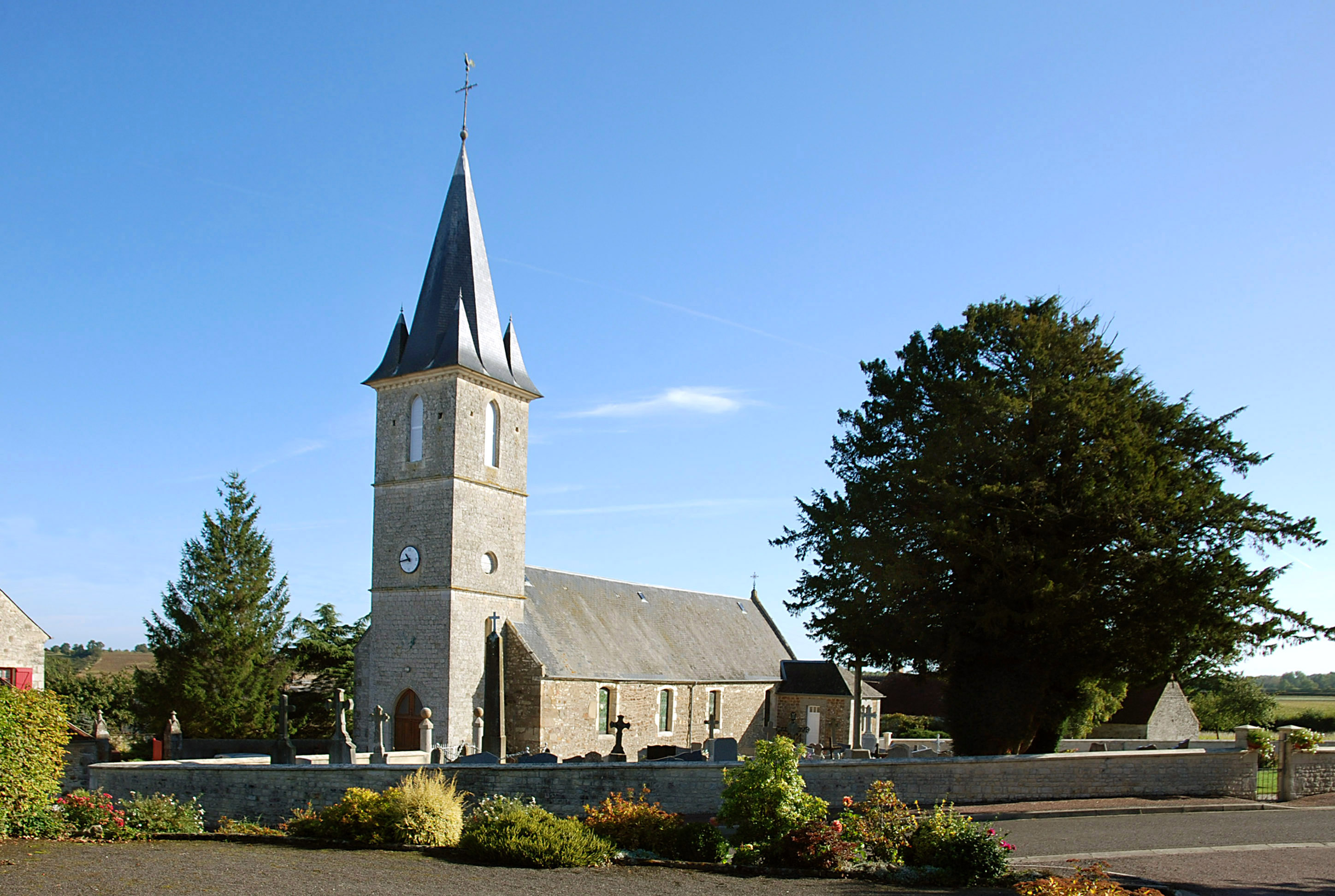
L'église Saint-Pierre de Courteilles.
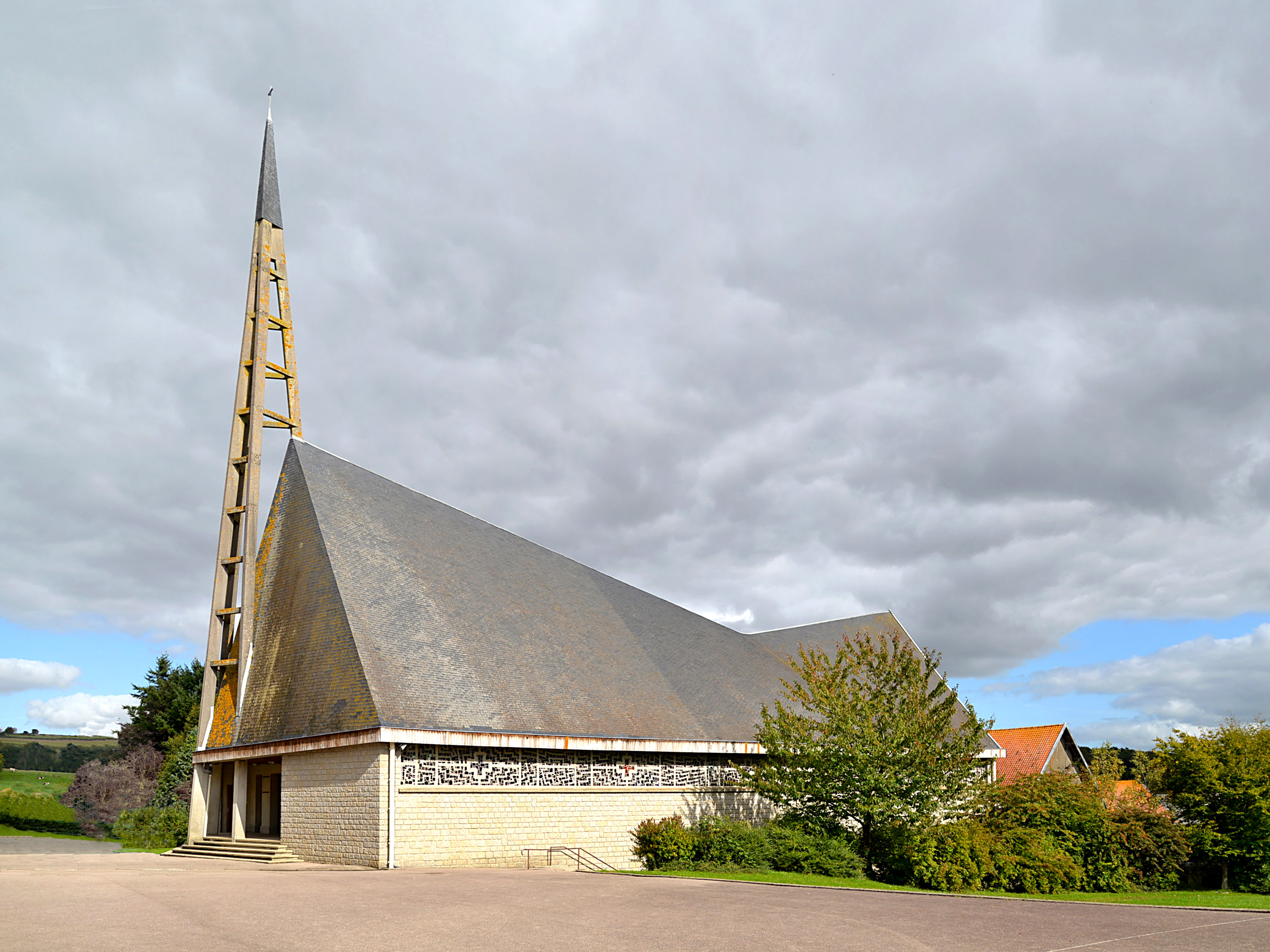
La chapelle du lycée agricole et professionnel Giel-Don Bosco.

### Personnalités liées à la commune
- Michel Onfray (né en 1959), originaire d'Argentan, philosophe, a passé une partie de son enfance dans un pensionnat catholique à Giel.
- Jean-Paul Moncorgé-Gabin (né en 1981), acteur, a aussi passé une partie de son enfance dans ce même pensionnat.